# Cattleya schroederae
Cattleya schroederae (Rchb.f.) Sander, 1888  è una pianta della famiglia delle Orchidacee endemica della Colombia.

## Descrizione
È un'orchidea di media taglia, epifita, che presenta pseudobulbi a forma di clava, all'apice dei quali si diparte un'unica foglia coriacea, oblunga, di colore verde scuro. La fioritura avviene in primavera con una breve infiorescenza eretta che si diparte dall'apice dello pseudobulbo. I fiori sono molto grandi, anche 22 centimetri, fragranti di colore bianco rosato con un labello dai bordi molto frastagliati con un caratteristico disco arancione.

## Distribuzione e habitat
La specie è originaria della Colombia dove cresce epifita..

## Sinonimi
Cattleya labiata var. schroederae (Rchb.f.) Sander, 1887

Cattleya trianae var. schroederae  Rchb.f., Gard. Chron., 1887

Cattleya schroederae var. alba  Sander, 1892

Cattleya schroederae f. alba  (Sander) M.Wolff & O.Gruss, 2007

## Coltivazione
Questa pianta richiede esposizione a mezz'ombra, irrigazioni e temperature elevate durante la fioritura, riduzione dell'acqua e più fresco el periodo di riposo.